# Želkovice
Želkovice (deutsch Schelkowitz) ist eine Gemeinde in Tschechien. Sie gehört dem Okres Louny an.

## Geographie
Der Ort befindet sich neun Kilometer westlich von Třebenice im Südwesten des Böhmischen Mittelgebirges. Er liegt in 335 m ü. M. in einer Hügellandschaft und wird vollständig von Obstplantagen umgeben. Durch Želkovice führt die Staatsstraße 15. Nachbarorte sind Šepetely im Nordosten, Třebívlice im Südosten, Židovice im Südwesten, Lahovice im Westen und Řisuty im Nordwesten.

## Geschichte
Želkovice wurde 1237 erstmals urkundlich erwähnt. Aus dieser Zeit stammt auch das älteste Bauwerk des Ortes, eine romanische Rotunde.
1821 erließ Kaiser Franz II. ein Patent, das die Schelkowitzer Bauern zur Zucht edler Pferde für die neue Poststation in Liebshausen verpflichtete. In den Jahren 1852 bis 1853 erfolgte der Anbau eines neoromanischen Kirchenschiffes, der der St. Peter- und Paulskirche ihre heutige Form gab.
Die meisten Bewohner des Dorfes sind traditionell Obstbauern. Seit 1993 ist Želkovice eine selbstständige Gemeinde; zuvor war das Dorf zu Libčeves eingemeindet. Das wertvollste Baudenkmal des Ortes, die Kirche mit Rotunde, befindet sich in einem schlechten baulichen Zustand.